# Дариуш Лавринович
Дариуш Лавринович (на литовски: Darjuš Lavrinovič) е литовски баскетболист. Играе като център за Лондон Сити Роялс. Висок е 212 сантиметра и тежи 120 килограма.

## Биография
Роден е на 1 ноември 1979 година в град Вилнюс, тогава в СССР, днес в Литва. Има брат-близнак – Кшищоф, който също е професионален баскетболист. Дариуш е висок 212 см. и играе на поста център. Баскетболната му кариера започва в литовския клуб „Алитус“, където се състезава от 1996 до 2003 година. После преминава в отбора на „Жалгирис“, където постига първите си клубни успехи и се утвърждава като един от най-добрите литовски баскетболисти. С този отбор спечелва два пъти литовското първенство (2004 и 2005), балтийската баскетболна лига (2005) и прави дебют в Евролигата. През 2006 година напуска литовския отбор и преминава последователно през отборите на „УНИКС Казан“, „Динамо Москва“, „Реал Мадрид“ и „Фенербахче“. В турския гранд играе през сезон 2010/2011 година, където спечелва Турската лига и Купата на Турция (2011). От 2011 година Лавринович се състезава за руския отбор „ЦСКА Москва“. Там литовецът е резерва на Ненад Кръстич и след края на сезона напуска „армейците“.